# Stomp 442
Stomp 442 (в переводе с англ. — «Топот 442») — седьмой студийный альбом американской группы Anthrax, выпущенный в октябре 1995 года на лейбле Elektra Records. Это был второй и последний релиз группы на Elektra.
Альбом стал первой полноформатной пластинкой коллектива, записанной без участия лид-гитариста Дэна Спитца. Он получил не очень хорошие отзывы критиков и поклонников, и положил начало снижению популярности Anthrax, став первым за много лет диском группы, не имевшим серьёзного коммерческого успеха.

## Предыстория
Перед началом записи этого альбома, в июне 1995 года, группу покинул соло-гитарист Дэн Спитц. По утверждению музыкантов, он потерял интерес к игре в группе и написанию песен. На гастролях в последнее время, когда остальные музыканты после концертов проводили время вместе, он просто сидел в автобусе и не проявлял особого желания взаимодействовать с ними.
Некоторые поклонники группы считали, что причиной ухода Спитца была отставка бывшего вокалиста Джоуи Беладонны в 1992 года, но участники Anthrax это отрицают.

## Запись
Группа решила не брать нового постоянного гитариста на место Спитца.
Партии гитары в альбоме исполняли несколько специальных гостей: Даймбэг Даррелл (Pantera), Пол Крук (гитарный техник Спитца), Майк Темпеста (гитарный техник Скотта Иэна, брат ударника White Zombie, Exodus и Testament Джона Темпеста). Также сольные партии играли барабанщик Чарли Бенанте и ритм-гитарист Скотт Иэн. На концертах в поддержку альбома соло-гитаристом был Пол Крук.
Запись производилась в Пенсильвании, в студии 4 района Коншохокен, недалеко от Филадельфии. Продюсерами альбома выступили братья Пол и Джо Николо, более известные как продюсерская команда Butcher Bros., работавшая с такими известными исполнителями, как Джон Леннон, Боб Дилан, Cypress Hill и Nine Inch Nails.

## Альбом

### Музыкальный стиль
В музыкальном плане Stomp 442 продолжает начатый на предыдущем диске курс на более современное звучание. Группа полностью отошла от прославившего её трэш-метал в сторону более медленных и тяжёлых композиций.
Стиль альбома можно охарактеризовать как традиционный хеви-метал с элементами грув-метал. Музыканты используют низкую настройку гитар, как и многие группы «альтернативного металла» 90-х. В некоторых песнях, таких как «Random Acts of Senseless Violence» и «American Pompeii», Джон Буш использует речитатив в духе рэп-метал. Песни стали гораздо проще, чем в предыдущих альбомах, сильно уменьшилась продолжительность гитарных соло, а в песне «Fueled» соло нет вообще. Stomp 442 также включает в себя «Bare» — вторую в истории группы балладу, после «Black Lodge» с предыдущего диска группы.
По мнению автора обложки Сторма Торгерсона «Stomp 442 являет собой весьма серьёзную, не обременённую изысками жёсткую минималистскую работу в стиле хард-рок».

### Обложка
До настоящего времени Stomp 442 — единственный альбом группы, на обложке которого нет традиционного логотипа Anthrax. Это было сделано для того, чтобы подчеркнуть обновление музыки группы.
Автором обложки является известный дизайнер Сторм Торгерсон. По словам Торгерсона, ему понравился этот альбом своей прямолинейностью и минимализмом, и предложенный им дизайн был таким же прямолинейным.

На обложке изображен очень большой шар, сляпанный из остроугольных обрезков металла, который можно катать, как вздумается, по городским ландшафтам…
Шар представляет собой объект, собранный из деталей, удерживаемых вместе благодаря мысленному воздействию стоящего рядом с ним человека… Чтобы управлять им, ему не требовалось никаких электронных приборов, защитных доспехов, шикарных шмоток — даже костюма! Ему даже не требовалось пускать в ход руки или пальцы, ибо он был способен воздействовать на него лишь одной силой мысли.— Сторм Торгерсон
Фотосессия для обложки проходила в Восточном Лондоне, на «больше напоминавшем свалку» складском дворе. Из деталей, найденных там, были созданы четыре квадранта, которые команда Торгерсона затем фотографировала, размещая с помощью подъёмных кранов в строго определённых местах для получения нужного внешнего вида. После этого на компьютере эти квадранты были совмещены в одно изображение огромного металлического шара.

### Реакция на альбом и разрыв с Elektra
Stomp 442 не был таким коммерчески успешным, как предыдущие несколько альбомов Anthrax. Диск занял 47-е место в американском чарте Billboard 200, что было худшим результатом группы со времён альбома Among the Living 1987. Предыдущий альбом Sound of White Noise занял 7-е место в Billboard. Также это был первый студийный альбом с 1987 года, не получивший «золотого» статуса в США.
В других странах позиции в чартах также были ниже, чем у предыдущего диска группы, и он не получил никакой сертификации.
По состоянию на 2 марта 2002 года, продажи альбома в США составили около 115 тыс. экземпляров.
В фильме 2002 года «Anthrax — Behind the music» говорится, что после выхода альбома из музыкальных магазинов стали поступать настолько ужасные отзывы о нём, что фирма Elektra решила разорвать контракт с группой.
В заметках на обложке переиздания альбома в 2001 году группа утверждает, что компания Elektra не приложила достаточно усилий для раскрутки альбома. Многие люди, которые там работали несколько лет назад и занимались активным продвижением Sound of White Noise, на тот момент времени ушли. Поэтому в 1996 году группа решила разорвать контракт с Elektra.
Некоторые поклонники группы, заставшие то время, утверждают, что альбом получил достаточно раскрутки, по крайней мере в США, столько же, сколько и любой другой металлический альбом в 1995 году. Название группы появилось на обложке журнала Rolling Stone, который также дал альбому позитивную рецензию, статья об Anthrax и полностраничная реклама альбома появлялись и в журнале Billboard. Клипы на песни «Fueled» и «Nothing» транслировались по MTV в ночное время, также Anthrax появлялись на радио и в популярных американских телепередачах.
Современные рецензии на альбом, как правило, критические. В рецензии сайта AllMusic он оценивается только двумя звёздами из пяти. На крупнейшем металлическом портале metal-archives.com средняя оценка рецензий на альбом — 56 %, что является самой низкой оценкой среди всех студийных альбомов группы.
Скорее всего, основной причиной коммерческого провала альбома было падение авторитета Anthrax среди поклонников, вызванное изменениями состава и музыкального направления, а также общий спад интереса к хеви-метал в середине 90-х.

### Турне в поддержку альбома
В поддержку Stomp 442 Anthrax провели мировое турне — вначале по США вместе с Life of Agony и Deftones, затем последовало турне по Европе и Великобритании с Galactic Cowboys, и после этого по Японии, Новой Зеландии и Австралии с Cyko Miko. Возвратившись в США, Anthrax возглавили турне с Misfits, к которому позже присоединились Cannibal Corpse и Life of Agony.
В этом турне шоу группы оставались такими же энергичными, как и раньше, но посещаемость концертов сильно упала.

## Список композиций
Все тексты написаны Скотт Иэн, Джон Буш, вся музыка написана Чарли Бенанте.
| №                   | Название                            | Длительность |
| ------------------- | ----------------------------------- | ------------ |
| 1.                  | «Random Acts of Senseless Violence» | 4:03         |
| 2.                  | «Fueled»                            | 4:02         |
| 3.                  | «King Size»                         | 4:00         |
| 4.                  | «Riding Shotgun»                    | 4:27         |
| 5.                  | «Perpetual Motion»                  | 4:21         |
| 6.                  | «In a Zone»                         | 5:07         |
| 7.                  | «Nothing»                           | 4:34         |
| 8.                  | «American Pompeii»                  | 5:31         |
| 9.                  | «Drop the Ball»                     | 4:59         |
| 10.                 | «Tester»                            | 4:22         |
| 11.                 | «Bare»                              | 5:30         |
| Общая длительность: | Общая длительность:                 | 50:56        |

## Участники записи
Список составлен по сведениям базы данных Discogs

| Anthrax: - Джон Буш — ведущий вокал - Скотт Иэн — ритм-гитара, бэк-вокал - Фрэнк Белло — бас-гитара, бэк-вокал - Чарли Бенанте — ударные, перкуссия, гитары Приглашённые музыканты: - Пол Крук — соло-гитара в «Random Acts of Senseless Violence», «Perpetual Motion», «In a Zone» и «Drop the Ball» - Даймбэг Даррелл — гитара в «King Size» и «Riding Shotgun» - Майк Темпеста — гитара в «American Pompeii» - Захари Трон — гитарное соло в «Celebrated Summer» Технический персонал: - Anthrax — продюсирование - Butcher Bros. — продюсирование, звукорежиссура - Дирк Гробельни — звукорежиссёр - Иэн Кросс — звукорежиссёр | Технический персонал: - Рон Лаффит — A&R-менеджер - Майк Монтеруло — ассистент звукорежиссёра, ведущий техник - Джим Боттари — ассистент звукорежиссёра - Крис Гейтли — ассистент звукорежиссёра - Фил Ноулан — ассистент звукорежиссёра - Мэнни Лекуона — монтаж звука - Боб Людвиг — инженер мастеринга - Сторм Торгерсон — дизайн обложки - Марк Фрейзер — художественное оформление - Руперт Трумэн — фотографии - Тони Мэй — фотографии - Джеймс Пэйтон — фотографии шара - Кристин Каллахан — фотографии группы |

## Позиции в хит-парадах
| Чарт (1995)                         | Высшая позиция | Пребывание |
| ----------------------------------- | -------------- | ---------- |
| Австралия (ARIA)                    | 49             | 1 неделя   |
| Великобритания (UK Albums Chart)    | 77             | 1 неделя   |
| Канада (RPM Top Albums/CDs)         | 81             | нет данных |
| США (Billboard 200)                 | 47             | 3 недели   |
| Финляндия (Suomen virallinen lista) | 36             | 2 недели   |